# Delphinium hirschfeldianum
Delphinium hirschfeldianum är en ranunkelväxtart som beskrevs av Pierre Edmond Boissier. Delphinium hirschfeldianum ingår i släktet storriddarsporrar, och familjen ranunkelväxter. Inga underarter finns listade i Catalogue of Life.